# Sindrome di Andersen-Tawil
La sindrome di Andersen-Tawil, conosciuta anche come sindrome di Andersen o come sindrome del QT lungo 7 o anche come paralisi periodica cardiodisritmica sensibile al potassio, è una rara malattia genetica di tipo miopatico-canalopatico che colpisce diverse parti del corpo; sintomi tipici sono raccolti nella triade:
- disturbi cardiaci che possono causare aritmia
- anomalie facciali-mandibolari e scheletriche, alle dita (clinodattilia, sindattilia) e alla schiena (scoliosi)
- debolezza muscolare fluttuante nella forma della paralisi periodica ipocaliemica con a volte miotonia.

## Storia ed epidemiologia
La condizione è molto rara e si stima che colpisca una persona ogni milione. La triade di caratteristiche che si possono osservare in questa malattia vennero descritte per la prima volta nel 1971 da Ellen Andersen mentre Rabi Tawil fornì un contributo significativo alla sua comprensione.

## Clinica
La condizione è associata a un disturbo della funzione elettrica del cuore in cui all'elettrocardiogramma appare un caratteristico lungo intervallo QT. Questa anomalia aumenta il rischio di incorrere in ritmi cardiaci anormali. Queste aritmie possono indurre pericolosi attacchi di tachicardia o bradicardia potendo causare sincope e, nei casi gravi, collasso cardiocircolatorio, scompenso cardiaco acuto, sviluppo di cardiopatia, o infarto, fino all'arresto cardiaco con morte improvvisa.

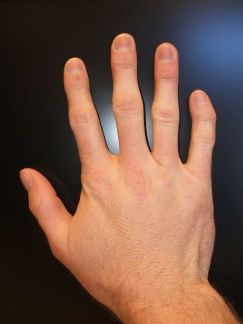
Clinodattilia moderata a livello del dito mignolo, un segno presente nella sindrome forse a causa delle anomalie biolettriche-canalopatiche degli elettroliti nutritivi

A differenza di coloro che accusano altre forme di sindrome del QT lungo, quelli con la sindrome di Andersen-Tawil presentano spesso caratteristiche fisiche tipiche tra cui orecchie a basso profilo, bassa statura, scoliosi, una piccola mandibola e altro, e possono sperimentare periodi intermittenti di debolezza muscolare noti come paralisi periodica ipocaliemica.

## Diagnosi
- Elettrocardiogramma
- Ecocardiogramma
- Esami ematici (possibile ipokaliemia)
- Elettromiografia
- Esame genetico

## Eziologia
La sindrome di Andersen-Tawil è una malattia ereditaria secondo un modello autosomico dominante, sebbene possa comparire come mutazione genetica ex novo, più probabile se c'è familiarità genetica. Nella maggior parte dei casi è causata da una mutazione del gene KCNJ2 che codifica un canale ionico che trasporta il potassio dalle cellule muscolari cardiache, causandone il consumo. A causa di una disfunzione dei canali del sodio o del calcio, i canali del potassio diventano iperattivi.

## Terapia
Le aritmie conseguenti alla condizione possono essere trattate con il flecainide o con beta-bloccanti, ma a volte può essere necessario provvedere con un defibrillatore impiantabile. La paralisi periodica causata anch'essa dal crollo improvviso del potassio sanguigno (ipokaliemia) può essere trattata con inibitori dell'anidrasi carbonica come l'acetazolamide.